# Kathryn Ross
Pour les articles homonymes, voir Ross.
Kathryn Ross, née le 25 juin 1981, est une rameuse d'aviron handisport australienne, détentrice de quatre titres de championne du monde et médaillée d'argent aux Jeux de Pékin en 2008.

## Situation personnelle

### Vie privée
À l’âge de 2 ans, Kathryn Ross se fait écraser accidentellement par son père avec une tondeuse à gazon. Sa jambe droite est endommagée.

## Carrière professionnelle
En 2021, elle a travaillé comme infirmière au service des urgences de l'hôpital de Canberra.

## Résultats

### Jeux paralympiques
| Épreuve / Édition | Épreuve / Édition | Pékin 2008 | Londres 2012 | Rio 2016 |
| ----------------- | ----------------- | ---------- | ------------ | -------- |
| Double mixte      | Double mixte      | 2e         | 5e           |          |

### Championnats du monde d'aviron
| Épreuve / Édition | Épreuve / Édition | Munich 2007 | Karapiro 2010 | Bled 2011 | Chungju 2013 | Amsterdam 2014 | Aiguebelette 2015 |
| ----------------- | ----------------- | ----------- | ------------- | --------- | ------------ | -------------- | ----------------- |
| Double mixte      | Double mixte      | 2e          | 3e            | 3e        | 1re          | 1re            | 1re               |